# Lévocabastine
La lévocabastine  (R50547) est une substance chimique de la famille des cyclohexyl-3-méthylpipéridines qui possède des propriétés antihistaminiques H1. C'est une molécule utilisée dans le traitement des manifestations allergiques notamment oculaires conjonctivite. Il est commercialisé en France avec la spécialité Levophta.